# Eupithecia scoriata
Eupithecia scoriata är en fjärilsart som beskrevs av Otto Staudinger 1857. Eupithecia scoriata ingår i släktet Eupithecia och familjen mätare. Inga underarter finns listade i Catalogue of Life.